# Arco di Riccardo
L'Arc de Riccardo és segons algunes fonts una de les portes romanes de Trieste al segle I a.C. construït probablement sota el mandat de l'emperador August. Segons altres fonts en canvi es tracta d'un dels accessos al santuaris de la Magna Mater.

## Descripció
Consta d'un sol arc, de 7,2 metres d'alt, 5,3 de llargària i 2 de profunditat. Presenta una coronament superior, privat de decoració.

## Etimologia del nom
Una llegenda popular considera que el nom deriva de Ricard Cor de Lleó, el qual, a la tornada de Terra Santa, va ser presoner a Trieste.
Té més crèdit la versió que fa derivar el nom de la seva probable posició a l'entrada del cardo maximus, d'aquí el nom "Arc del Cardo" que hauria derivat progressivament en "Arc de Riccardo".